# Förhandling
Förhandling är en överläggning mellan två eller flera parter för att nå en överenskommelse och/eller fatta olika beslut. Mangling, eller mer specifikt nattmangling, är en mer informell beskrivning av en tuff förhandling som drar ut på tiden. Ordet mangling är en bildlig beskrivning av pressen i en mangel och hur en fråga bearbetas fram och tillbaka.
Förhandling är en process där de inblandade parterna försöker finna gemensamma lösningar på problem i syfte att nå en överenskommelse. Problemlösandet utgår från parternas behov och preferenser. I problemlösandet ingår bland annat att försöka göra upp om åtaganden och åtgärder som möter parternas intressen samt fördelning av resurser, nytta, risker och/eller ansvar. 
Ett skäl till att förhandlingar inte blir av kan vara att parterna har alltför skilda åsikter om hur ett problem bäst kan lösas. Det kan resultera i dödläge, konflikt eller (på arbetsmarknaden) i strejk eller annan stridsåtgärd. Förhandlingar, dödlägen och konflikter förekommer bland annat inom privatlivet, näringslivet och politiken både nationellt och internationellt.  
Att förhandla betecknas ofta som att "ge och ta", som är detsamma som att kompromissa. 